# アンリ1世 (シャンパーニュ伯)

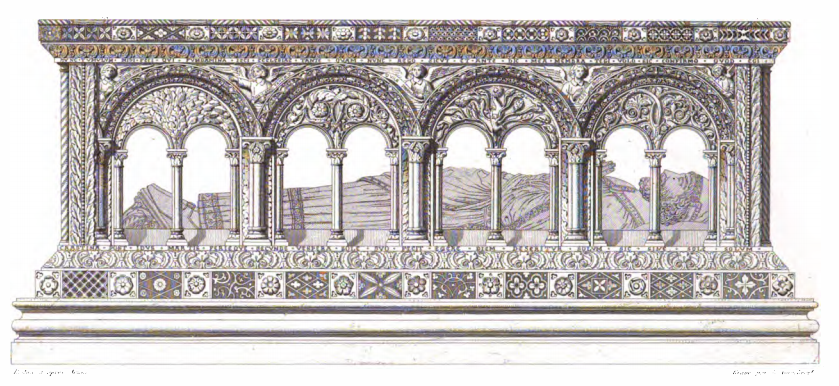
アンリ1世の墓（トロワのサン＝エティエンヌ教会）

アンリ1世（Henri Ier de Champagne, 1127年12月 - 1181年3月16日）は、シャンパーニュ伯（在位：1152年 - 1181年）。アンリ自由伯（Henri Ier le Libéral）とも呼ばれた。ブロワ伯ティボー4世（シャンパーニュ伯としてはティボー2世）と妃マティルド・ド・カランティの長男として生まれた。フランス王ルイ7世の3番目の王妃アデル・ド・シャンパーニュの長兄。ブロワ伯ティボー5世は弟。

## 生涯
ルイ7世が主導した第2回十字軍に参加 、クレルヴォーのベルナルドゥスがしたためた東ローマ皇帝マヌエル1世コムネノスあての推薦状を運んだ。1148年6月24日、アッコでエルサレム王ボードゥアン3世が開催した集会に名士として名を連ねている。
父が死ぬと、彼は一族伝来の領地を弟ティボーに残し、自らはシャンパーニュ伯位を選んだ。これは当時驚くべきことであったと思われる。ブロワ、シャルトル、サンセール、シャトーダンといった領地は他よりも豊かで発展していたからである。アンリ1世はシャンパーニュの経済的可能性を予測しなければならなかった。彼の治世中、シャンパーニュ伯領はフランス諸侯の中でも有数の富と軍事力を備えた高い地位に達したのである。
アンリ1世はシャンパーニュ貴族たちに秩序ある支配を確立した。ほぼ確実に2000人あまりの家臣の支援を受けることができた。これはフランス王国のそれとほぼ等しかった可能性がある。この秩序によってシャンパーニュは商人たちが集まるのに安全な場所となった。シャンパーニュ伯の保護下に置かれたシャンパーニュの大市は中世ヨーロッパにおける長距離貿易と金融の一大中心地となったのである。
加えて、伯爵の宮廷が置かれたトロワは高名な文学の中心となった。詩人ウォルター・マップはトロワ宮廷でもてなされた。ボーヴェのエティエンヌはトロワ宮廷の宮廷人の1人であり、1176年には宮廷の侍従に取り立てられている。
1179年、アンリ1世は再びフランス人騎士たちの1人としてエルサレムへ赴いた。同行した者の中にはピエール・ド・クルトネー（ルイ7世の弟）、ボーヴェ司教ピエール・ド・ドルーがいた。アンリ1世は小アジアのルートを通って陸路で帰国を目指した。しかしルーム・セルジューク朝のスルタン・クルチ・アルスラーン2世によって捕らえられ、身代金目的で人質にされた。身代金を東ローマ皇帝が支払って彼は解放されたが、アンリ1世は帰国後まもなくして亡くなった。

## 子女
1164年、ルイ7世と最初の王妃アリエノール・ダキテーヌの長女マリーと結婚（同年にアンリ1世の弟ティボー5世とマリーの妹アリックスも結婚）。マリーとの間に4子をもうけた。
- アンリ2世（1166年 - 1197年）[7] - シャンパーニュ伯、エルサレム王
- マリー（1174年 - 1204年）[7] - ラテン皇帝ボードゥアン1世皇后
- ティボー3世（1179年 - 1201年）[7] - シャンパーニュ伯
- スコラスティク（1219年没）[7] - マコン伯ギヨーム4世の妻